# Lachtan medvědí

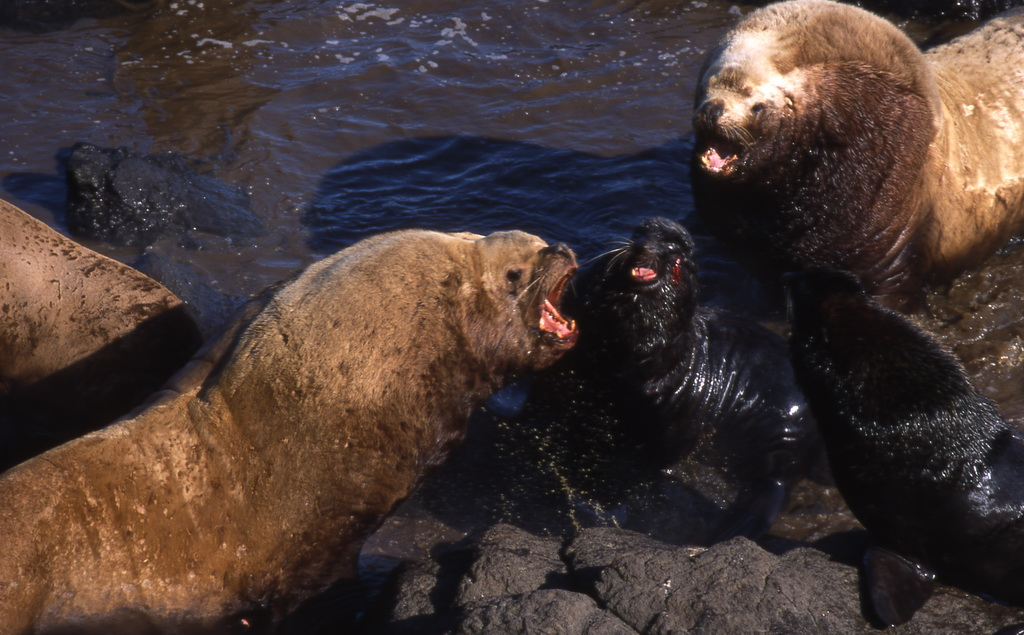
Konflikt

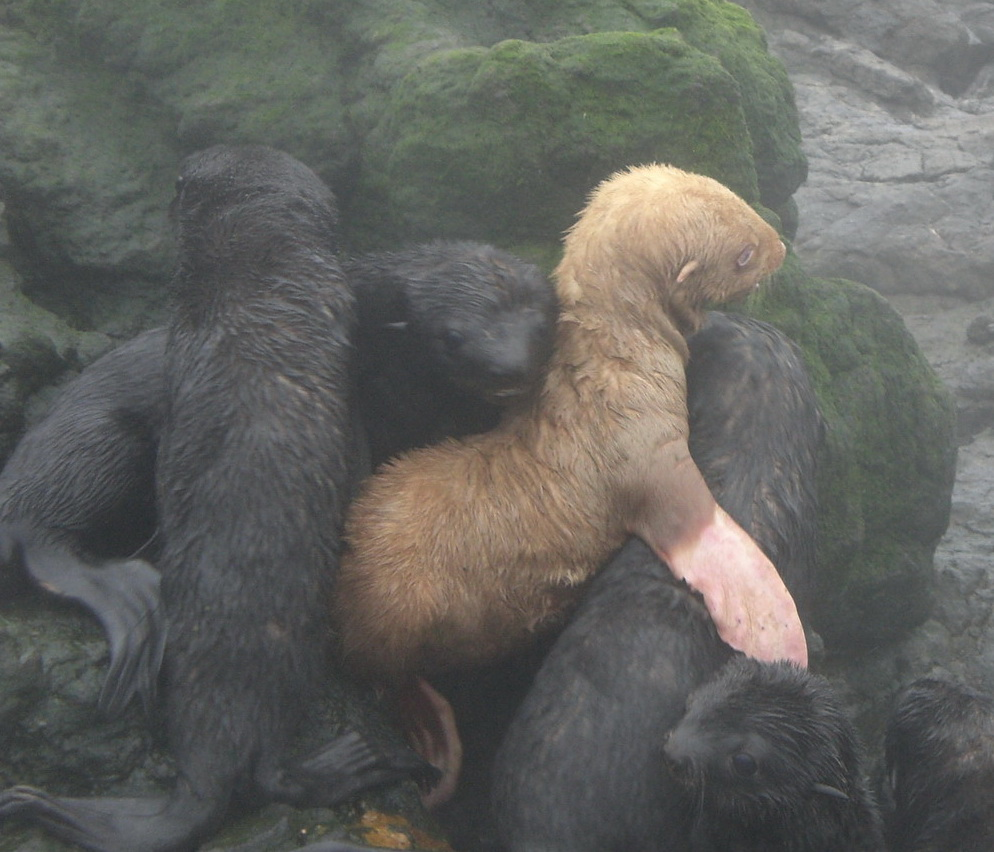
I zde se rodí albíni

Lachtan medvědí (Callorhinus ursinus) je jediný druh monotypického rodu (Callorhinus), ploutvonožce z čeledě lachtanovitých.

## Výskyt
Lachtani medvědí se vyskytují výhradně na severní polokouli. Tito savci tráví většinu svého života ve studených vodách na severu Tichého oceánu, jižní hranice výskytu je dána přibližně 35° severní zeměpisné šířky. Během roku se pravidelně pohybují od Kalifornského poloostrova na západním pobřeží Severní Ameriky a od jižních břehů Japonska na východním pobřeží Asie až po Beringovo moře na severu. Jejich pravidelná migrace po tak rozlehlém prostoru je věčným putováním za potravou, ročně uplavou okolo 10 000 km. Jsou to pelagičtí živočichové, nezdržují se okolo břehů a na pevninu mimo dobu rozmnožování nevylézají. Oblast celoročního výskytu, včetně vyvádění mladých a páření, se prolíná s mohutnějším lachtanem ušatým (Eumetopias jubatus).

## Popis
Tito lachtani jsou sexuálně dimorfní, jak barvou tak i velikostí. Samci mají srst načervenalou až zcela černou, bývají dlouzí okolo 210 cm a váží až 270 kg. Samice jsou světlejší, na zádech obvykle stříbřitě šedé nebo hnědé a s bělavou skvrnou na hrudi, dosahují délky okolo 150 cm a váží až 50 kg. Zvířata jsou pokrytá hustou srstí, s podsadou krémové barvy, až po zápěstí předních ploutví (končetin) která jsou holá. Charakteristickým rysem jsou také mohutné vousy u krátkého čenichu, u dospělých jsou bílé a u mladých černé. Mají malou, dolu zahnutou tlamu a malý čenich, oči naopak velké a nápadné, dobře vidí ve vodě i v noci. Na hlavě jsou zřetelné ušní boltce, které při potápění zakrývají vstup do zvukovodů. Dospělí samci mají silný krk, na hlavě hřívu a mnohem větší špičáky.
Stejně jako ostatní lachtani dokáži dát své přední končetiny s drápy pod sebe a za jejich pomoci se poměrně rychle pohybovat po pevnině. Ve vodě předními ploutvemi veslují, zadními kormidlují. Jsou to vynikající plavci a potápěči. Během své poutě oceánem ve vodě i spí, nejčastěji přes den kdy plavou na hladině na zádech nebo boku, nejaktivněji loví večer, v noci nebo brzy ráno. Samci žijí samotářsky, samice také nebo plavou dvě až tří spolu. Potravu získávají daleko od břehu, převážně mimo kontinentální šelf.
Jejich strava se liší podle ročního období i místa, nejvíce žerou ryby, především hřebeníky (Hexagrammidae), huňáčky (Osmeridae), lampovníky (Myctophidae), rohoretky (Scomberesocidae), sardele (Engraulidae), sledě (Clupeidae), smačky (Ammodytidae), štikozubce (Merlucciidae) a tresky (Gadidae). Jejich jídelníček obsahuje i velké množství nejrůznějších hlavonožců.

## Rozmnožování
Lachtani medvědí se páří, vrhnou mláďata a prvé měsíce je vychovávají na pevnině. Tito savci, kteří tráví převážnou část roku roztroušeně v rozlehlých severních oblastech Tichého oceánu, na období rozmnožování připlouvají do kolonií na opuštěných ostrovech. Tradičně nejpočetnější jsou v Beringově moři v souostroví Pribilof Islands, kde bývá až 600 000 jedinců, na Komandorských ostrovech až 230 000, na Tulením ostrově 100 000, na Robben Island asi 90 000, na Kurilských ostrovech 45 000, na San Miguel Island u pobřeží Kalifornie okolo 8000 a na Bogoslof Island v Aleutských ostrovech asi 5000.
Lachtani medvědí jsou polygamní, samec se páří s celém svým "harémem", který čítá v průměru 15 až 20 samic, výjimečně i 50. Asi v dubnu, o měsíc dřív než samice, doplavou k ostrovům samci a soupeří spolu o území. Při zápasech se snaží zahnat protivníka ostrými špičáky, málokdy ale skončí zápas smrtelně, zraněný nebo slabší ustoupí. Při zápasech na sebe také hlasitě "štěkají". Nejsilnější a nejtěžší zaberou co největší místo pro své samice a mladí a slabí samci jsou vytlačení na okraj kolonie, v této sezóně se pravděpodobně pářit nebudou. V polovině června připlouvají do rozmnožovacích kolonií samice, které přibližně za jeden až dva dny porodí své jediné mládě počaté předešlého roku. Bývá dlouhé 60 až 65 cm a vážívá 5,5 až 6 kg. Rodí jen tak do písku nebo kamení a mláďata zůstanou ležet v blízkosti matky. Po narození jsou černé barvy, do 3 až 4 měsíců přelínají a získají velice teplou srst dospělého zvířete.
Samice kojí své čerstvě narozené potomky, schopné lézt po zemi i plavat, tučným mlékem po kterém rychle přibývají. Asi za deset dnů po narození začínají matky od mláďat odcházet do moře za potravou. Vracejí se zpět svá mláďata nakrmit přibližně po 6 až 9 dnech, podle jeho volání a pak i čichu každá bezpečně pozná své. Zůstávají s nimi na pevnině asi dva dny a pak znovu odcházejí do moře aby se po asi po týdnu opět vrátily ho nakrmit. Takovým způsobem je krmí asi do tří až čtyř měsíců věku, pak se již k ním z moře nevrátí; veškeré rodinné sociální vazby skončily. Mláďatům z hladu nezbývá než také odejít za potravou do moře a začít se samostatně živit. Pokud do té doby nedosáhla mláďata určité hmotnosti, často hynou. Přeživší plavou několik let ve vodách oceánu samostatně nebo ve dvojicích a na rodný ostrov se ve správný čas vracejí za dva až tři roky.
Asi za týden po porodu jsou samice se schopny znovu se pářit a samci toho využívají. Protože kolonie jsou přeplněné a nejsou vyznačené hranice mezi jednotlivými stády, samci si své harémy hlídají a o samice bojují. Ty mnohdy přelezou do sousedního nebo při nepozornosti hlavních samců se o páření pokoušejí i odstavení samci z okraje kolonie. Při páření a vzájemným soupeřením občas některé mládě zalehnou. Samci svá území střeží po celou dobu pobytu samic na pevnině a nežerou, ztratí 20 % i více své hmotnosti. Březost samice trvá průměrně 51 týdnů, do toho se započítává i období latence, tj. doba kdy asi za čtyři měsíce po oplodnění přestává zárodek po dobu 3,5 až 4 měsíců růst.
Přibližně stejná skupina samců i samic se vrací i další roky na stejná místa. Mladé samičky se vracejí vždy, samečci jen prvé roky a po dosažení dospělosti odcházejí do jiných kolonií. Samice jsou pohlavně dospělé za 4 roky a samci začínají o území soupeřit v 7 až 9 létech. Potomstvo lze od samic očekávat do 20 let věku. Průměrné délky života jsou uváděny 26 až 30 let. Jejich hlavními přirozenými nepřáteli jsou žralok bílý (Carcharodon carcharias) a kosatka dravá (Orcinus orca). Mladá zvířata začínající teprve lovit jsou ohrožována mohutnějším lachtanem ušatým.

## Ohrožení
V roce 1950 žilo asi (odhad) 2,5 miliónů lachtanů medvědích, v současnosti jich zůstalo okolo 1,1 miliónu. Pokles stavů je přičítán jednak komerčnímu vybíjení zvířat pro kožešiny a tuk, rosolovité maso konzumují jen eskymáci, a enormnímu lovu mořských ryb. Lachtani nenacházejí ve svých obvyklých lovištích dostatek potravy a často se zaplétají do hlubinných rybářských sítí. Jsou velmi citliví na ropné úniky, zmaštěná srst přestává mít termoregulační účinek a zvířata hynou chladem. Je výsledkem různých mezinárodních dohod a smluv, že se od lovu lachtanů medvědích již upustilo, vyjma asi tisícovky nedospělých samců pro domorodé Eskymáky.
Lachtan medvědí je klasifikován podle Červeného seznamu IUCN jako zranitelný druh.

## Lachtan medvědí v českých zoo
Lachtan medvědí se v zajetí vyskytuje zřídka, po roce 2010 chovala dva jedince Zoo Brno, ale od roku 2023 již v českých zoo tento druh chován není.